# Sayeeda Khanam
Sayeeda Khanam (29 de dezembro de 1937 – 18 de agosto de 2020) foi a primeira fotógrafa profissional de Bangladexe. Ela cobriu muitos eventos importantes da Guerra de Libertação de Bangladexe em 1971 por meio de suas fotografias.

## Infância e educação
Khanam nasceu no distrito de Pabna na então Presidência de Bengala, Bangladexe. Ela é a mais jovem entre seus dois irmãos e quatro irmãs. Seu interesse pela fotografia começou muito cedo, quando sua irmã lhe comprou uma câmera Rolleicord. Nunca recebeu qualquer formação institucional em fotografia, mas aprendeu com revistas de fotografia estrangeiras que lhe foram cedidas pelo proprietário do estúdio Jaidi, um estúdio de Daca.
Khanam completou seu mestrado em literatura bengali e biblioteconomia na Universidade de Daca.

## Carreira
Em 1956, ela começou sua carreira como fotógrafa em Begum, o único jornal dedicado às mulheres na época. Suas fotografias foram publicadas em vários jornais nacionais e ela cobriu muitos seminários nacionais e internacionais. Ela trabalhou como fotógrafa com o cineasta Satyajit Ray em três de seus filmes. Além de Ray, ela também fez retratos de figuras como a rainha Isabel II, Neil Armstrong, Buzz Aldrin, Madre Teresa, Indira Gandhi e Sheikh Mujibur Rahman.
Khanam trabalhou como bibliotecária na biblioteca de seminários do departamento de Literatura Bengali da Universidade de Daca de 1974 a 1986. Após a guerra, ela se ofereceu como enfermeira no Holy Family Hospital por um tempo.

## Exposições e prêmios
Khanam fez sua primeira exposição internacional em 1956, após participar da International Photo and Cinema Exhibition em Colônia, Alemanha. No mesmo ano, seus trabalhos foram exibidos na International Photography realizada em Daca e posteriormente exibidos em competições internacionais no Japão, França, Suécia, Paquistão e Chipre. Seus trabalhos sobre a Madre Teresa, cantora de Rabindra Sangeet, Konika Bandopadhaya e Satyajit Ray, também foram exibidos em Daca.
Em 1960, ela recebeu um prêmio no All Pakistan Photo Contest e em 1985 ela foi homenageada com o Prêmio da UNESCO de fotografia. Ela recebeu muitos outros prêmios de várias organizações nacionais e internacionais. Ela é membro vitalício do Bangladesh Mahila Samiti e da Bangla Academy.